# Don't Tell Everything (film, 1927)

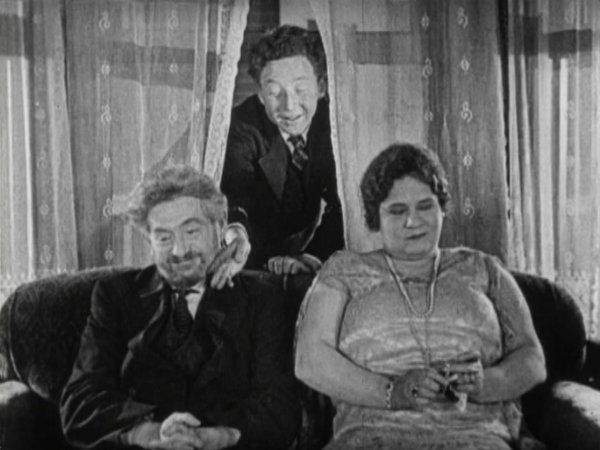
Don't Tell Everything

Cet article concerne le film de Leo McCarey. Pour le film de Sam Wood, voir Faut-il avouer?.
Don't Tell Everything  est un film américain de Leo McCarey sorti en 1927.

## Fiche technique
- Titre original : Don't Tell Everything
- Réalisation : Leo McCarey
- Producteur : Hal Roach
- Société de production : Hal Roach Studios
- Société de distribution : Pathé Exchange
- Pays d’origine :  États-Unis
- Langue : Anglais
- Format : 1.33 : 1, 35mm, noir et blanc
- Durée : 20 minutes
- Date de sortie : 3 juillet 1927

## Distribution
- Max Davidson : Papa Ginsberg
- Spec O'Donnell : Asher Ginsberg
- Jesse De Vorska : Le mécanicien Finkelheimer
- Lillian Elliott : La veuve Finkelheimer
- James Finlayson : L'avocat Goldblum